# Lester R. Ford
Lester R. Ford   (Rich Hill, 25 d'octubre de 1886 - Charlottesville, 11 de novembre de 1967) va ser un matemàtic estatunidenc. Va estudiar a l'Escola Normal i a la universitat Estatal de Missouri. Després va estudiar amb Maxime Bôcher a la universitat Harvard, en la qual va obtenir el màster el 1913. L'any següent es va traslladar a Escòcia on va ser professor júnior de la universitat d'Edimburg. El 1919, en acabar la Primera Guerra Mundial va publicar un tractat de matemàtiques elementals per a artillers, que va ser molt utilitzat pels cadets militars durant molt de temps. Contenia nocions d'aritmètica, àlgebra, geometria, trigonometria, coordenades, mètodes d'aproximació i ajudes pel càlcul. Poc després, va ser contractat com a professor del Rice Institute de Houston (Texas) (actual universitat de Rice), on va romandre fins a finals dels anys 1930's en que va passar al Armour Institute of Technology, que poc temps després es va convertir en el Institut de Tecnologia d'Illinois. Des de 1942 fins a 1946, en plena guerra mundial, va ser editor de la revista American Mathematical Monthly i els dos anys següents va presidir la Mathematical Association of America. Ford és recordat per dos llibres de text que van tenir àmplia difusió: Automorphic Functions (1929) i Differential equations (1933). També va ser l'introductor el 1938 dels cercles de Ford, que, estudiats en profunditat, proporcionen una excel·lent visualització dels nombres transfinits.